# Semstwo-Briefmarke

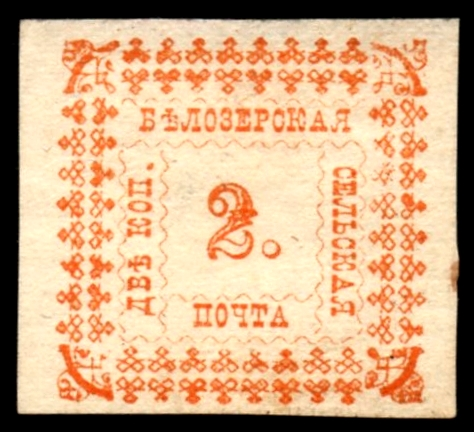
Eine Semstwo-Briefmarke aus dem Verwaltungsbezirk Belosersk.

 Eine Semstwo-Briefmarke war ein lokales russisches Postwertzeichen und ab 1865 im ländlichen Raum weit verbreitet. Sie ist nach den gleichnamigen Selbstverwaltungsbezirken (russisch Земство) benannt, die 1864 in Russland geschaffen wurden. Etwa zur Zeit der russischen Oktoberrevolution von 1917 kamen die Marken außer Gebrauch.

## Hintergrundinformation
Im neunzehnten Jahrhundert hatte der russische Staat das Postmonopol, das er durch die Zaristische Post ausübte. Die meisten staatlichen Postämter befanden sich jedoch in den Städten und viele ländliche Gegenden waren weit von der nächsten Poststelle entfernt. 1864 wurde, zunächst inoffiziell, die Semstwo-Post (oder Landpost) eingeführt, um die Postversorgung in diesen Gebieten zu sichern. Mit der Verabschiedung eines entsprechenden Gesetzes wurde diese Einrichtung 1870 formalisiert. Darin heißt es: „Die Landpost ist zur Beförderung des gewöhnlichen Schriftverkehrs, darunter auch Zeitschriften, Rundschreiben, Geldsendungen, Einschreiben und sonstigen Postsachen von der Poststadt zu allen verhältnismäßig weit entfernten Gebieten des Verwaltungsbezirks berechtigt, denen die Teilnahme am Postverkehr sonst vorenthalten bliebe.“
Des Weiteren legte das Gesetz fest, „dass die Landpost zur Verwendung besonderer Briefmarken berechtigt ist, wobei ausdrücklich darauf hingewiesen wird, dass deren Gestaltung sich gänzlich von jenen der Zaristischen Post zu unterscheiden hat“. So war den Postboten auch nicht gestattet, dass Symbol des Posthorns der Zaristischen Post auf ihren Taschen zu verwenden.
Die erste Semstwo-Post wurde 1864 in Wetluga errichtet, verwendete aber noch keine eigenen Briefmarken.

## Briefmarken
Laut Tschutschin-Katalog (englisch Chuchin's catalogue) wurden insgesamt mehr als 3.000 verschiedene Semstwo-Briefmarken herausgegeben und es ist davon auszugehen, dass künftig noch zahlreiche weitere entdeckt werden.
Die Ausgabe der ersten Semstwo-Briefmarke erfolgte im September 1865 in Schlüsselburg. Laut Tschutschin bestanden 1864 36 Semstwo-Verwaltungen mit 371 Bezirken und in 162 von diesen wurden Briefmarken verwendet. 1892 gab es in 150 Bezirken eine Semstwo-Post, von denen jedoch nicht alle Briefmarken herausgaben. In einigen erfolgte die Postzustellung kostenlos.

## Sammeln

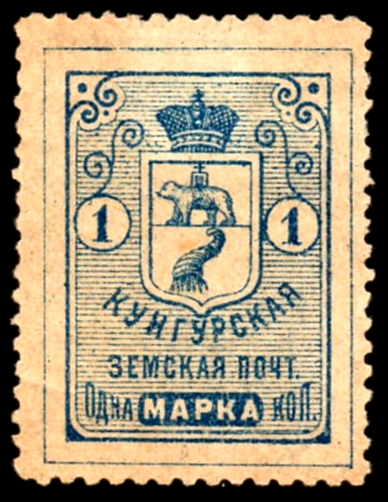
Eine Semstwo-Briefmarke aus dem Verwaltungsbezirk Kungur.

Vor der Revolution wurden in Deutschland und Russland eine Reihe von Katalogen gedruckt, aber einige sind lückenhaft und andere wurden vor Einstellung dieses Postdienstes veröffentlicht und geben die Geschichte der Marken somit nicht vollständig wieder.
In jüngster Zeit werden neue Kataloge in russischer Sprache veröffentlicht, da das Sammeln von Semstwo-Briefmarken an Popularität gewinnt.